# Valmet L-90 TP Redigo
Le Valmet L-90 TP Redigo est un biplace d'entraînement avancé finlandais

## Valmet L-90 TP Redigo
Le second prototype Valmet L-80 TP Turbo Vinka [OH-VTM] fut équipé d’une turbine Allison et redésigné L-90 TP. Il fut détruit en 1988 durant une présentation aérienne en Belgique (pilote major Piippo). Un troisième prototype fut donc construit [VH-VTP] pour achever le développement de l’appareil, qui fut baptisé Redigo ou RediGo (les deux désignations se retrouvent dans les brochures du constructeur). 10 exemplaires ont été commandés par l’Ilmavoimat [RG-01/10] et livrés en 1991/1992. Destinés à l’entraînement avancé, ils sont répartis entre les HävLLv 11, 21, 31 (2 appareils chacun) et le TuKiLLv. Comme tous les avions de cette catégorie, le Redigo peut accomplir des missions tactiques grâce à 6 points sous voilure lui permettant d'emporter jusqu'à 800 kg de charges externes.

## 24 exemplaires construits
Outre les avions livrés en Finlande, la marine mexicaine a acheté 8 appareils qui équipent le Second Escadron de Reconnaissance Tactique (SEGESCAREC) à Tapachula et le Premier Escadron d’Interception et de Reconnaissance de Campeche. De son côté l’Érythrée a acheté 6 appareils en 1994 pour équiper à Asmara une escadrille d’entraînement.

## Aermacchi M-290 TP Redigo
En 1996 Aermacchi a acheté les droits de production de cet appareil, qui est donc devenu M-290 TP. Aucune vente enregistrée à ce jour pour cet avion, concurrent du SIAI Marchetti SF.260.

### Développement lié
- Valmet L-70 Vinka
- Valmet L-80 Turbo-Vinha (en)

### Aéronefs comparables
- Aermacchi SF.260
- Beech T-34
- Enaer T-35 Pillan